# فدس المساكن
فُدْس المساكن أو عنكبوت المنازِل (الاسم العلمي Tegenaria domestica)، نوع من العناكب الساعية المتربصة القانصة ثنائية الروايا سداسية المشاثن ينتمي إلى فصيلة العبشوقيات. جسمه صغير القد يطول نحو 8 مم. عند الذكر ونحو 14 مم. عند الأنثى. صدراسه معتدل الجرم لونه إلى الصحرة الحمراء المواج.